# Dosithée de Saint-Alexis
Guillaume Briard (1687-1731) est un carme déchaux français, sous le nom de Dosithée de Saint-Alexis. Il est l'auteur d'une synthèse biographique sur Jean de la Croix, qui comporte la première traduction française de certaines œuvres du saint, et resitue la doctrine de celui-ci dans le cadre contemporain de la querelle du quiétisme.

## Biographie

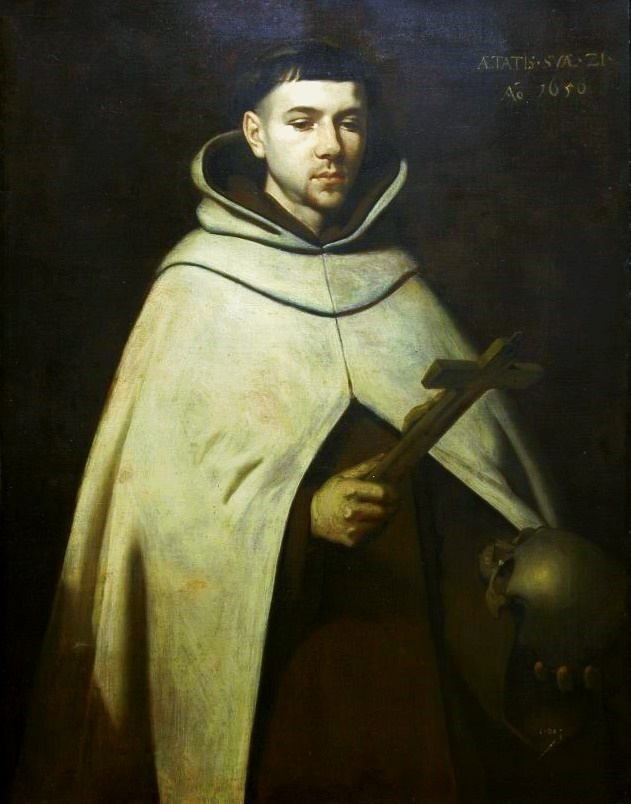
Portrait de Jean de la Croix, par Zurbarán.

Guillaume Briard est né dans le diocèse de Paris, le 11 novembre 1687, année de la condamnation romaine du quiétisme. En 1707, il fait profession dans l'ordre des carmes déchaussés, sous le nom de Dosithée de Saint-Alexis. Au terme d'études approfondies, il est désigné comme lecteur en philosophie et en théologie, avant d'être nommé définiteur provincial. Il meurt à Paris, le 10 août 1731.

## Postérité
Dosithée de Saint-Alexis a publié en 1727 une Vie de saint Jean de la Croix en deux volumes. Outre la biographie du réformateur espagnol, on y trouve une série d'importantes annexes. D'abord, une Histoire abrégée de ce qui s'est passé de plus considérable dans la réforme du Carmel, qui contient des extraits traduits de bulles pontificales concernant les déchaux. Ensuite, une Description des déserts des carmes déchaussés, présentation des ermitages de l'Ordre, reprise à Cyprien de la Nativité de la Vierge. Puis une traduction des Maximes spirituelles et Sentences du saint, et surtout de certains Cantiques qui ne se trouvaient pas dans les éditions françaises précédentes. Enfin, après un Abrégé des œuvres (tome II, pp. 377–461), l'auteur se livre à une Dissertation sur la théologie mystique (tome II, pp. 507–584). Cette partie ne manque pas d'intérêt, parce qu'elle envisage l'enseignement sanjuaniste par rapport au débat du quiétisme, qui avait entraîné le discrédit de la mystique à partir de la fin du XVIIe siècle. Dosithée prend la défense du vocabulaire des mystiques et lave Jean de la Croix de tout soupçon de quiétisme. Pour ce faire, il redéfinit ce mouvement, présente les Articles d'Issy (conférences tenues entre Bossuet et Fénelon à Issy-les-Moulineaux vers 1695) et s'appuie sur les textes du réformateur espagnol pour démontrer que la doctrine de celui-ci est conforme à la tradition, particulièrement en ce qui concerne l'oraison de quiétude et les nuits spirituelles.

### Œuvre
- Vie de saint Jean de la Croix, Paris, 1727.

### Étude
- Louis-Marie, « Dosithée de Saint-Alexis », Dictionnaire de spiritualité ascétique et mystique, Paris, Beauchesne, t. III,‎ 1957, p. 1670-1671.